# 帕巴拉·罗桑济美班垫丹贝尼玛
帕巴拉·罗桑济美班垫丹贝尼玛（藏語：འཕགས་པ་ལྷ་བློ་བཟང་འཇིགས་མེད་དཔལ་ལྡན་བསྟན་པའི་ཉི་མ，威利转写：'phags pa lha blo bzang 'jigs med dpal ldan bstan pa'i nyi ma；1759年—1847年）藏族，四川理塘（今四川省甘孜藏族自治州理塘县）人，第八世（不计追认）帕巴拉活佛。

## 生平

### 金瓶掣签
藏历木兔年（1795年）生于四川理塘的达仓家。后来，经金瓶掣签认定为第七世帕巴拉活佛的转世灵童，并在强巴林寺举行了坐床仪式。
清朝乾隆末年，清朝朝廷对西藏的管理体制进行了重大改革，制定了《钦定藏内善后章程》二十九条，其第一条为制止活佛转世灵童认定工作中存在之弊端而确立了金瓶掣签制度。藏文《八世逹賴喇嘛傳》载，1796年藏历八月一日，在布达拉宫三殊胜殿，在八世达赖和达察济咙、两位驻藏大臣的率领下，四位哲蚌寺和色拉寺的活佛、十六位南杰扎仓的高僧参加诵经，从三名候选灵童之中，通过金瓶掣签认定了来自理塘达噶家的灵童为第八世帕巴拉。江参《昌都强巴林寺及历代帕巴拉传略》（藏文）载，1796年，在驻藏大臣松筠和八世达赖亲自主持下，“于布达拉宫帕巴洛各夏日佛像及皇上唐卡尊前，经金瓶掣签将其认定”。
《元以来西藏地方与中央政府关系档案史料汇编》第五册载：

谕认定察木多帕克巴拉呼图克图呼毕勒罕
嘉庆元年（1796年）九月十三日

嘉庆元年九月十三日奉上谕：据松筠等奏，为掣定察木多帕克巴拉呼图克图呼毕勒罕，将访出三子之名书签入奔巴瓶讽经掣出里塘地方番民玉勒杰之子。等情。此乃善事，朕心大悦。逹賴喇嘛呼其名为罗卜藏吉克米特班丹达木拜尼玛，亦属吉祥，即命罗卜藏吉克米特班丹达木拜尼玛为帕克巴拉呼图克图呼毕勒罕。赏给俐玛无量寿佛一尊、塔一座、经一套、大哈达一方、玉如意一柄、杵铃一份、念珠一串、蟒缎一匹、锦缎一匹、妆缎一匹、黄缎一匹、大荷包一对、小荷包四对赉往，松筠等俟其祗领，当即赏与帕克巴拉呼图克图呼毕勒罕，仍行晓谕其沙弥、卓尼尔等，侍奉呼毕勒罕勤习经典。钦此。

松筠等代奏察木多帕克巴拉呼毕勒罕并众僧为认定并赏赐事谢恩折
嘉庆二年（1797年）三月初十日
奴才松筠、和宁谨奏，为察木多帕克巴拉呼毕勒罕等叩谢天恩，代为转奏事。
适据管理帕克巴拉呼图克图印务锡瓦拉呼图克图、商卓特巴、沙弥等呈称：仰承文殊菩萨大圣皇帝之恩，金瓶掣定我帕克巴拉呼毕勒罕，已极荣幸，今又蒙赏福运哈达、无量寿佛、如意、斋食等物，诚系宠恩优渥，察木多所有黄黑人等，同庆感戴。我锡瓦拉唯当率众喇嘛，时时讽诵无量寿经，祝祷文殊菩萨大圣皇帝万万寿，以期还报于万一。至文殊菩萨大圣皇帝所赏佛尊等物，已皆交付呼毕勒罕。而今呼毕勒罕及锡瓦拉、商卓特巴、卓尼尔等，一同谨备叩谢天恩哈达、佛尊，请代为恭进。等因。呈文前来。是故，将呼毕勒罕等所献吉祥哈达三方、俐玛佛三尊，另行装匣，恭呈御览。伏乞圣上明鉴。

嘉庆二年三月初十日奉朱批：知道了。钦此。
学者洛桑群觉考证，从1792年实行金瓶掣签制度起，帕巴拉活佛世系为西藏最早通过金瓶掣签认定的大活佛。此为西藏正式施行金瓶掣签制的第一例。
在此之前，乾隆五十八年（1793年），有喀尔喀赛音诺彦部额尔德尼班第达呼图克图的商卓特巴那旺达什到西藏，通过拉穆吹忠、八世达赖等，企图指认土谢图汗车登多尔济之子为前一世额尔德尼班第达之转世。该事被清朝乾隆帝查觉后，乾隆帝随即派员赴喀尔喀另行寻访了五名聪慧幼童具奏，派皇八子永璇以及理藩院堂官到场监督，将五位幼童的姓名及出生年月日写签投入金奔巴瓶，在北京雍和宫举行了掣签仪式，掣出齐旺扎布为转世呼毕勒罕。乾隆帝表示满意，并下令“将来藏内遇有应出之各呼毕勒罕，和琳当照此办理，则从前听信吹忠之积习，自无难永远革除。”额尔德尼班第达活佛通过金瓶掣签转世，是金瓶掣签制度的首次实践，也是蒙古地区正式施行金瓶掣签制的第一例。乾隆帝

### 日后经历
1805年，第八世帕巴拉出任强巴林寺第二十五任法台。1828年、1831年、1836年、1841年，第八世帕巴拉依照惯例派使者
赴北京向清朝皇帝进贡请安。1840年，清朝道光帝虑及“察木多地方距京程途较远”，遂将进贡次数由原来的每三年“改
为间五年一次”，以表示体恤。1847年，昌都东南部的察雅大小活佛冲突，导致西藏同中国内地的交通中断，邮路断绝。帕巴拉乃帮清朝官员一同对察雅大小活佛进行教育，使事件暂时缓和。
藏历火羊年（1847年），罗桑济美班垫丹贝尼玛圆寂，享年53岁。